# Viola rafinesquei
Viola rafinesquei Greene – gatunek roślin z rodziny fiołkowatych (Violaceae). Występuje naturalnie w środkowej i wschodniej części Ameryki Północnej. W całym swym zasięgu jest gatunkiem najmniejszej troski, ale regionalnie – w Ontario i stanie Nowy Jork – jest krytycznie zagrożony. 

## Rozmieszczenie geograficzne
Rośnie naturalnie w środkowej i wschodniej części Ameryki Północnej. Został zaobserwowany w Kanadzie (w prowincjach Ontario i Saskatchewan) oraz Stanach Zjednoczonych (w Alabamie, Arizonie, Arkansas, Kolorado, Connecticut, Delaware, Dystrykcie Kolumbii, na Florydzie, w Georgii, Illinois, Indianie, Iowa, Kansas, Kentucky, Luizjanie, Marylandzie, Massachusetts, Missisipi, Missouri, Nebrasce, New Jersey, Nowym Meksyku, stanie Nowy Jork, Północnej Karolinie, Ohio, Oklahomie, Pensylwanii, Rhode Island, Południowej Karolinie, Dakocie Południowej, Tennessee, Teksasie, Wirginii i Wirginii Zachodniej). 

## Morfologia
PokrójBylina tworząca kłącza.
LiścieBlaszka liściowa ma owalny kształt. Mierzy 1–2 cm długości oraz 0,3–1 cm szerokości, jest karbowana i piłkowana na brzegu, ma zbiegającą po ogonku nasadę i tępy wierzchołek. Ogonek liściowy jest nagi.
KwiatyPojedyncze, wyrastające z kątów pędów. Mają działki kielicha o kształcie od owalnego do lancetowatego. Płatki są odwrotnie jajowate i mają barwę od białej do purpurowej, płatek przedni jest owalny, mierzy 8-10 mm długości, z żółtymi plamkami, wyposażony w obłą ostrogę o długości 1-2 mm.
OwoceTorebki mierzące 4-7 mm długości, o kształcie od elipsoidalnego do podługowatego.

## Biologia i ekologia
Rośnie zazwyczaj na siedliskach ruderalnych, takich jak pola uprawne, pobocza dróg, działki czy trawniki, choć może także rosnąć na polanach w lasach i nieużytkach. Występuje na wysokości do 3000 m n.p.m. Kwitnie od marca do maja, a owoce pojawiają się krótko po kwitnieniu.